# Отопластика

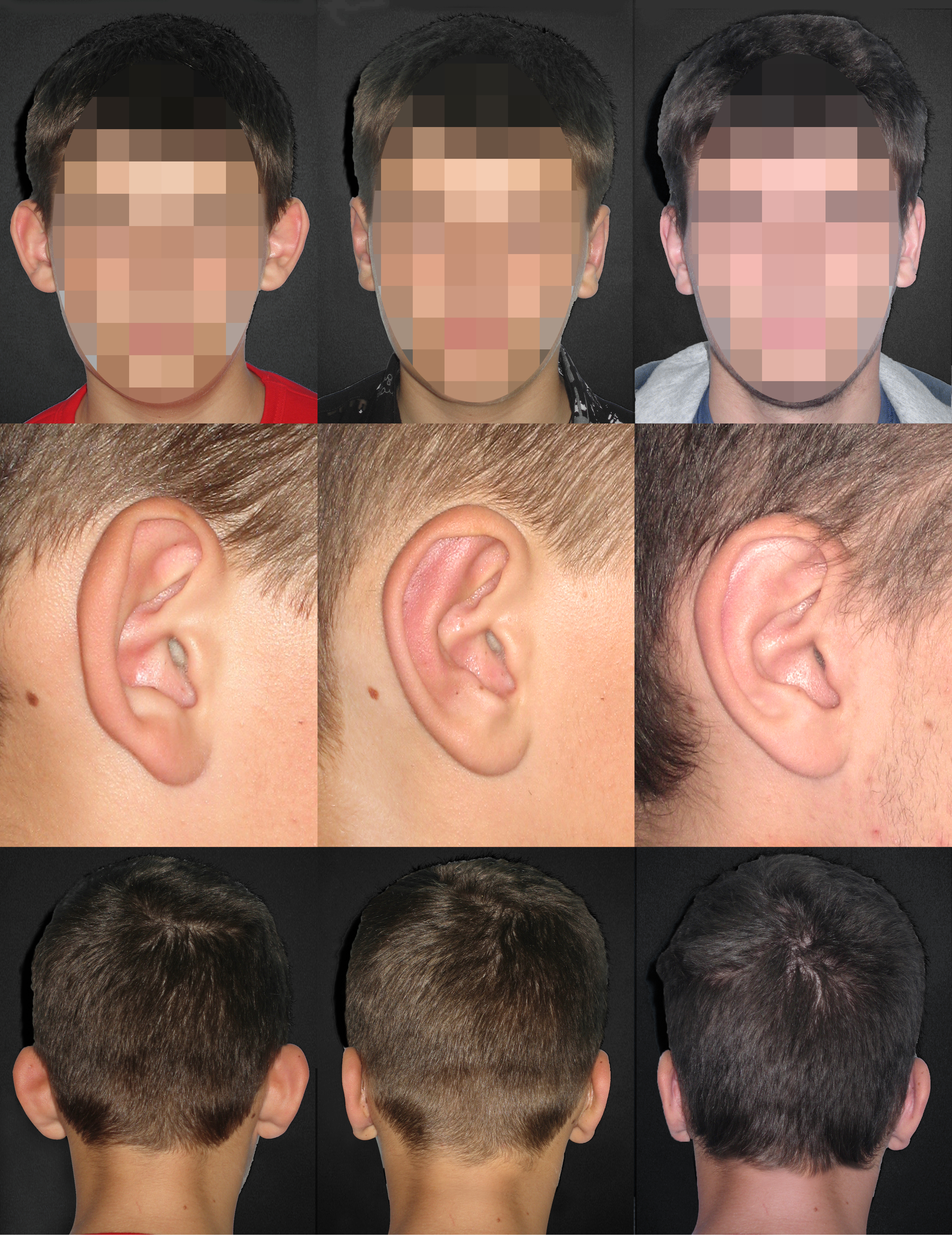
Фото до операції, через 1 місяць та через 5 років після отопластики

Отопластика (від дав.-гр. οὖς — вухо, πλάσσειν — формувати) або пластика вушних раковин — це хірургічне втручання, метою якого є усунення вроджених або набутих дефектів вушних раковин.
Найчастіше у людей виникають проблеми психологічного та естетичного характеру, незважаючи на те, що власне фізична вада є незначною. Сучасні безшовні методи отопластики дають можливість проводити операцію вже у 6-ти річному віці, з використанням розсмоктувального  шовного матеріалу, що дозволяє уникнути деформації вушної раковини при її рості та необхідності зняття швів.

## Історичні дані
Перша корекція посттравматичного випирання вушної раковини була описана J.Dieffenbach у 1845 р.
У 1881 р., американський хірург E. Ely, вперше здійснив естетичну отопластику: видалив частину хряща вушної раковини і отримав задовільний результат.

## Види
Умовно поділяється на естетичну і реконструктивну отопластику.
Естетична отопластика спрямована на корекцію капловухості і складає абсолютну більшість від усіх операцій на вушній раковині.
Реконструктивна отопластика здійснюється при наявності вроджених і посттравматичних дефектів з метою повного або ж часткового відтворення пошкоджених чи відсутніх частин вушних раковин.

## Показання
- відстовбурчення вушних раковин;
- помітна асиметрія між вушними раковинами (понад 3 мм);
- вроджений або ж посттравматичний дефект (наприклад, повна або часткова відсутність вушних раковин).

## Методи отопластики
Вибір методу операційного втручання залежить від вираженості дефекту, від жорсткості хрящів, величини вушних раковин і т. д.
Найбільш популярними є так звані «шовні» методики Mustarde та Furnas (потрібне положення і форма хряща задається внутрішніми швами). І «безшовні» методи Stenstrom, Chongchet, і метод закритого нанесення насічок (форма хряща моделюється серіями насічок на хрящі).
Післяопераційний рубець непомітний, оскільки розташований на задній поверхні вушної раковини.
У більшості випадків отопластика проводиться амбулаторно, тобто пацієнт може піти додому в той же день. Операція здійснюється під місцевим знеболюванням, і триває від однієї до двох годин. Зрозуміло, що складні процедури (реконструктивна отопластика) можуть зайняти набагато більше часу. У кінці операції на вуха накладається еластична пов'язка. На 8 — 10 день знімаються шви зі шкіри.
При реконструктивній отопластиці здійснюється більш складна операція. При частковій або ж повній відсутності вушної раковини, її відновлення відбувається поетапно.
Перший етап — створення із ребра пацієнта хрящового каркаса для подальшої реконструкції вушної раковини. Створена хрящова основа поміщається у сформовану хірургом підшкірну порожнину на місці майбутньої вушної раковини. Цей етап вимагає певного часу (2 — 6 місяців) для того, аби хрящова основа прижилася.
На другому етапі реконструктивної отопластики хрящова основа фіксується у потрібному положення та створюється завушний простір.
На третьому етапі біля основи вушної раковини формуються потрібні заглибини, виступи і мочка. Усі названі етапи, в залежності від індивідуальних особливостей організму пацієнта, займають приблизно 12 — 14 місяців.
Звісно, що тривалість реабілітаційного періоду безпосередньо залежить від рівня складності проведеної реконструктивної отопластики та й від індивідуальних особливостей організму пацієнта також.

## Ускладнення
Імовірні ускладнення отопластики: кровотеча, нагноєння рани, мацерація епітелію, келоїдні рубці. Проте, завдячуючи превентивній антибіотикотерапії і наявності якісного шовного матеріалу, естетична отопластика не провокує серйозних післяопераційних ускладнень. При виконанні реконструктивної отопластики є ризик некрозу та не приживання нової вушної раковини або її частини.

### Відео
- Відео операції Отопластика [Архівовано 19 травня 2015 у Wayback Machine.], 2012 на YouTube[недоступне посилання]